# Glandă lacrimală
Glandele lacrimale sunt glande exocrine pereche care secretă stratul apos al filmului lacrimal. Ele sunt situate în porțiunea superolaterală a fiecărei orbite, în fosa lacrimală formată de osul frontal. Glanda este delimitată anterior de septul orbital și grăsimea preaponevrotică, posterior de grăsimea orbitală, medial de membrana intermusculară dintre mușchii drept superior și drept lateral și lateral de os. Împreună cu canalele lacrimale, sacul lacrimal și canalul lacrimonazal formează aparatul lacrimal.
Glanda lacrimală produce lacrimi care prin intermediul unor canale ajung în sacul lacrimal. De aici, lacrimile drenează prin canalul lacrimonazal în nas. Ea este împărțită de mușchiul ridicător al pleoapei superioare și de un sept fibros în două porțiuni: o porțiune principală, orbitală și o porțiune secundară, palpebrală.

## Configurație externă

### Porțiunea orbitală
Porțiunea orbitală (latină: pars orbitalis) este situată în foseta omonimă a porțiunii orbitale a osului frontal. Turtită dinspre superior spre inferior și alungită transversal, a fost comparată cu o migdală. Este mai voluminoasă și măsoară aproximativ 20 mm lungime, 12 mm lățime și 5 mm grosime. Această porțiune se interpune între bulbul ocular și tavanul orbitei.

### Porțiunea palpebrală
Porțiunea palpebrală (latină: pars palpebralis) ocupă partea laterală a pleoapei superioare. Are formă patrulateră și măsoară ⅓ din volumul glandei lacrimale, fiind alcătuită din 15–40 lobuli mici.

## Microanatomie

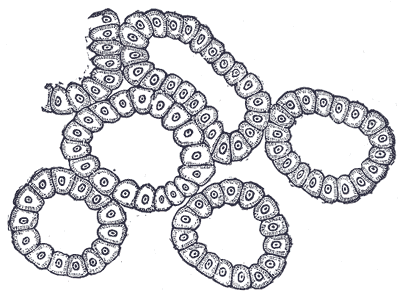
Acini ai glandei lacrimale

Glanda lacrimală este o glandă compusă tubuloacinoasă formată din numeroși lobuli între care se interpune țesut conjunctiv lax. În secțiuni transversale, unitățile secretorii ale glandei apar ca o structură inelară, așa-numitul acin. Un acin este format dintr-un strat de celule mioepiteliale așezat pe o membrană bazală și mai multe celule secretoare columnare dispuse spre interior. Contracția celulelor mioepiteliale are ca rezultat evacuarea secrețiilor în tubulii și ductele de drenaj.

## Inervație
Glanda este inervată de fibre mielinice și amielinice ale nervului trigemen, nervului facial și inervației simpatice din ganglionul cervical superior. Stimularea suprafeței oculare activează producerea de lacrimi din glanda lacrimală principală (reflexul lacrimal). Nervul lacrimal este o ramură senzitivă a nervului oftalmic (V1), care asigură calea senzitivă (aferentă). Nervul lacrimal străbate orbita superotemporală și pătrunde în glandă împreună cu vasele mari. Acest nerv trece prin glandă pentru a inerva structurile superficiale ale pleoapelor. Nervii simpatici merg de-a lungul arterei lacrimale împreună cu cei parasimpatici în nervul zigomatic.
Calea eferentă este constituită din fibrele parasimpatice ale nucleului salivator superior din punte, care părăsesc nevraxul împreună cu nervul facial. Fibrele lacrimale se desprind din nervul facial ca marele nerv pietros superficial și se îndreaptă spre ganglionul sfenopalatin pentru a se alătura nervului zigomatic. Nervul zigomatic pătrunde în orbită 5 mm posterior față de limita anterioară a fisurii orbitale inferioare. Înainte de divizarea în ramurile zigomaticotemporală și zigomaticofacială, nervul zigomatic dă naștere unei ramuri lacrimale care se poate anastomoza cu o ramură a nervului lacrimal sau merge independent de-a lungul periorbitei. Nu este clar dacă anastomoza dintre nervii zigomaticotemporal și lacrimal este prezentă uniform. Se presupune că rolul sistemului nervos simpatic este acela de a stimula secreția lacrimală bazală, însă rolul său în lacrimație nu este pe deplin înțeles. Hiposecreția glandei lacrimale este observată în sindroamele asociate disfuncțiilor sistemului nervos autonom, cum ar fi sindromul Riley–Day.
Nervii parasimpatici, fiind cei mai abundenți, reglează glanda lacrimală în principal prin eliberarea unor neurotransmițători, acetilcolina și peptidul intestinal vasoactiv (VIP), cu posibilă cosecreție de oxid de azot (NO). Acetilcolina activează receptorii muscarinici M3 localizați în membrana bazolaterală a celulelor lacrimale, în timp ce VIP se leagă de receptorii VIP localizați tot în membrana bazolaterală. Nervii simpatici își exercită efectele asupra glandei lacrimale prin eliberarea noradrenalinei care se leagă de receptorii α- și β-adrenergici și, posibil, prin receptorii neuropeptidului Y localizați, de asemenea, în membranele bazolaterale ale celulelor acinare. Nervii senzitivi eliberează substanța P și CGRP. Nu fiecare celulă acinară individuală este inervată; mai degrabă celulele care nu sunt inervate direct pot răspunde stimulării celulelor învecinate datorită joncțiunilor gap dintre celule. Densitatea sinapselor în fiecare acin variază de la specie la specie: la șobolan, mai puțin de 15% din glandele orbitale ale celulelor acinare au o fibră nervoasă adiacentă, în contrat cu glandele orbitale ale șoarecelui, unde aproape 100% din celule au o fibră nervoasă adiacentă.